# Ascalohybris flavicans
Ascalohybris flavicans är en insektsart som först beskrevs av Van der Weele 1904.  Ascalohybris flavicans ingår i släktet Ascalohybris och familjen fjärilsländor. Inga underarter finns listade i Catalogue of Life.